# Лурестан
Лурестан или Лорестан (на персийски: لرستان) е един от 31 остана на Иран. Разположен е в западен Иран, включен е в административния Регион 4. Заема площ около 28 000 km² и е с население над 1 700 000 души. Административен център е град Хорамабад.

## История
В древността територията на днешния остан Лурестан е част от Еламитското царство. В течение на вековете тя се заселва от мидийци, персийци и други ирански племена. Кимерийците и скитите управляват региона от около 700 до 625 г. пр.н.е., мидийците идват на власт през 620 г. пр.н.е. Земите стават известни като Лорестан (Лурестан), когато тук трайно се настаняват лурите. При Кир Велики територията е включена в империята на Ахеменидите, след което последователно става част на Селевкидската, Партската и Сасанидската държави. Арабското нахлуване през 7-и век в Персия засяга и Лорестан. В началото на 9-и век, след многобройни бунтове срещу арабите, вождовете на местни лурски племена възстановяват своя контрол над земите си. През 10-и век историческият регион Лорестан се състои от две части: северната Лор-е Кучек (Малък Лорестан) и южната Лор-е Бозорг (Голям Лорестан). Съвременните ирански остани Лурестан и Илам се намират на територията на Лор-е Кучек. Лор-е Кучек е управляван от атабегите на династията Хоршиди от 12-и до края на 16-ти век, когато Сефевидския шах Абас I Велики предава територията на представителя на друга местна династия и го наделява с титлата „валия“.
В края на 19-и век властта в Иран се поема от Каджарите. За да се ограничи политическо влияние на лурската династия, те разделят Лор-е Кучек на две части, една от които става територия на днешния остан Лурестан.

## География
Остан Лурестан граничи на север с останите Маркази и Хамадан, на изток с Исфахан, на юг с Хузестан, на запад с останите Керманшах и Илам.
Територията на остана е покрита с планините на пресичащата го от северозапад на югоизток верига Загрос. Най-високата точка на остана е върхът Ощоран със своите 4150 m, най-ниската, около 500 m н.в., се намира в южните му покрайнини.
Климатът на остана е с ясно изразени 4 сезона, определя се от топографските особености на неговите области и се дели на три вида. Високопланинските шахрестани Боруджерд, Доруд, Азна, Делфан и Селселе са със студени и снежни зими и умерени лета. Централният шахрестан Хорамабад, който като цяло е на по-ниско надморско равнище, е с мека зима и топло лято. Тук валежите през зимата и пролетта са предимно от дъжд. Южните и югозападните шахрестани са с горещо лято и топли зими.
Средногодишните валежи са между 550 и 600 mm. Регистрираните максимална и минимална температура са съответно 47°С и -35°С.
Средната дневна температура през зимата е под 10°С, средната дневна температура през лятото е между 20°С и 30°С.

## Административно деление
Всеки остан в Иран се дели на шахрестани, които се състоят от бахши, те на свой ред съдържат най-малките административни единици – дехестани. Остан Лурестан има 11 шахрестана. Данните за населението на шахрестаните са от националното преброяване през 2016 г.
| Карта на остан | Шахрестан | Население     | Административен център |
| -------------- | --------- | ------------- | ---------------------- |
|                |           |               |                        |
| Азна           | 74 936    | Азна          |                        |
| Алигодарз      | 137 534   | Алигодарз     |                        |
| Боруджерд      | 326452    | Боруджерд     |                        |
| Полдохтар      | 73 744    | Полдохтар     |                        |
| Хорамабад      | 506 471   | Хорамабад     |                        |
| Делфан         | 143973    | Нурабад       |                        |
| Доуре          | 41 756    | Сараб-е Доуре |                        |
| Доруд          | 174 508   | Доруд         |                        |
| Ромешкан       | 39 058    | Чагабол       |                        |
| Селселе        | 75 559    | Алещар        |                        |
| Кухдащ         | 166 658   | Кухдащ        |                        |

## Население
Съгласно националното преброяване през 2016 г. населението на остан Лурестан е 1 760 649 души, от тях близо 64% живеят в градовете. 83% от населението е грамотно (възрастова група над 6 г.).
Етническото мнозинство са лури, малцинствените групи са персийци, кюрди и араби. Основната религия е шиитски ислям.

## Икономика
Икономиката на остана е свързана основно със селското стопанство. Произвеждат се зърнени и бобови култури, захарно цвекло. Животновъдството е поминък на голяма част от населението в планинските район, отглежда се дребен рогат добитък и домашни птици, упражнява се пчеларство. Индустриалното развитие се реализира чрез разкриване на строителни, металургически, хранително-вкусови, шивашки, химически предприятия. В остана има находища на разнообразни материали за строителство, добива се цинк и олово.
На територията на остана е създадена специална икономическа зона. В град Боруджерд се намира автомобилен завод „Загрос ходро“.

## Образование
Остан Лурестан разполага с 19 научни и образователни организации. Освен филиалите на Свободен ислямски университет тук се намират:
- Университет Лорестан в Хорамабад;
- Медицински университет Лорестан в Хорамабад;
- Университет Аятола Боруджерди в Боруджерд.

## Забележителности
На територията на остан Лурестан има древни исторически обекти и природни забележителности. Едни от популярните са:
- Крепост Фалак ол-Афлак от епохата на Сасанидите, гр. Хорамабад
- Мост Шапури от епохата на Сасанидите, шахрестан Хорамабад
- Джамия Джоме от 9-и век, гр. Боруджерд
- Замък Баджул от времето на династия Зенди, шахрестан Алигодарз
- Мост Чалан-Чулан от епохата на Сефевидите, шахрестан Доруд
- Водопад Бише, шахрестан Хорамабад
- Каньон Ширз, шахрестан Кухдащ

- Крепостта Фалак ол-Афлак
- Водопадът Бише
- Каньонът Ширз